# Nick Oliveri

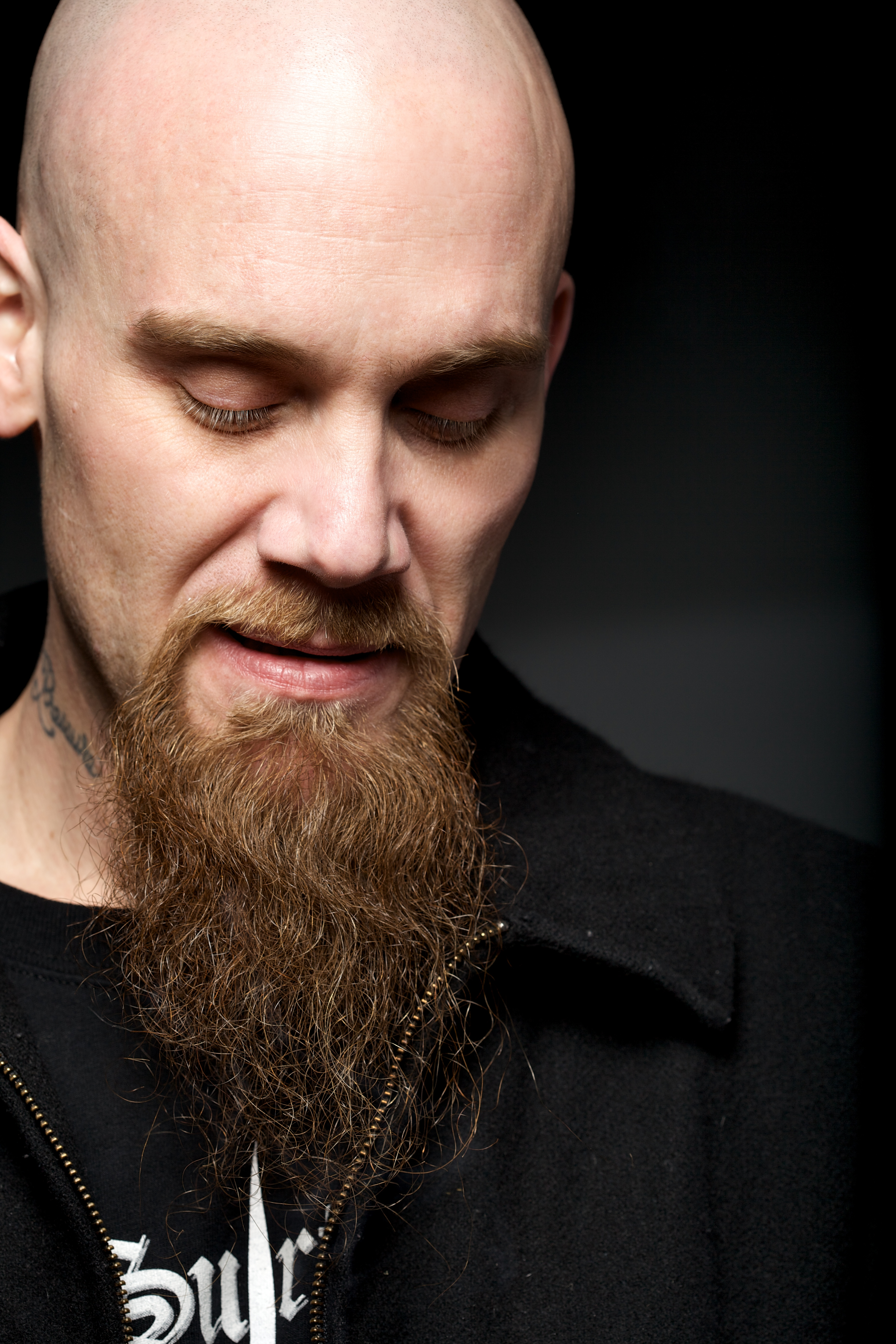
Nick Oliveri in 2009

Nick Steven Oliveri (Los Angeles, 21 oktober 1971) is een Amerikaanse muzikant uit Palm Desert, Californië. Hij speelt basgitaar, akoestische gitaar, elektrische gitaar en hij is een zanger.
Hij is het bekendst als bassist met Kyuss en Queens of the Stone Age. Oliveri speelde ook in Kyuss Lives! en nu in Vista Chino. Als bandleider is zijn belangrijkste band Mondo Generator. Dit is een punk / metal band die vormde in 1997. Hij is een muzikant uit de Palm Desert Scene.

## Biografie
Oliveri groeide op in Coachella Valley en begon zijn carrière in 1987 met John Garcia, Brant Bjork, Josh Homme en Chris Cockrell onder de bandnaam Katzenjammer. In het begin van 1989 vertrok hij om in andere bands te spelen. De band zou zijn naam te veranderen in Sons Of Kyuss en later inkorten tot de naam Kyuss. Oliveri kwam later weer bij de band om op de albums Wretch en Blues for the Red Sun te spelen. Oliveri zou weer vertrekken in het begin van 1992, kort nadat zijn vader stierf na een auto-ongeluk.

### Dwarves
Na zijn vertrek uit Kyuss trad hij toe bij de band Dwarves als bassist onder de naam Rex Everything. Tijdens deze periode speelde hij met periodes voor de band.
In 1993 kwam hun album Sugarfix uit en in maart 1997 hun album The Dwarves Are Young and Good Looking. Op alle cd's is een afbeelding te zien van dwerg Bobby Faust.
Ook speelde hij in de band River City Rapists.
Nadat Oliveri op twee volumes van de Desert Sessions had bijgedragen werd hij door oud-Kyussgitarist Josh Homme gevraagd zich bij Queens of the Stone Age te voegen. Van 1998-2004 speelde Oliveri in deze band.

## Queens of the Stone Age
Oliveri sloot zich aan bij Queens of the Stone Age nadat Homme zijn eerste titelloze album Queens of the Stone Age af had. Oliveri's beslissing om zich aan te sluiten bij de band is te horen in een opgenomen telefoon gesprek die is toegevoegd aan het eind van het nummer "I Was a Teenage Hand Model".
In 2004 werd hij door Josh Homme ontslagen uit de band. Tijdens de opnames van het album ...Like Clockwork werd hij weer betrokken in het opnameproces van de band.

### Rated R (1999–2001)
Oliveri's zang is te horen op nummers als "Auto Pilot", "Tension Head" en "Quick and to the Pointless" van het album Rated R. In het nummer Quick and to the Pointless zingt Oliveri drie keer in het Nederlands. In het eerste couplet zingt hij "Godverdomme", de eerste twee regels van het tweede couplet: "Het leven is hard, de mensen worden bang" en in het derde couplet zingt hij "Ik denk van ja, maar nee".
In de luxe uitvoering van de cd die in 2010 uitkwam is hij te horen op nummers als "Ode to Clarissa", "Better Living Through Chemistry" (live) en "Ode to Clarissa" (live).
Hij werd in 2001 tijdens de Rock in Rio show gearresteerd omdat hij naakt optrad. Hij maakte later zijn excuses hiervoor.

### Songs for the Deaf (2001–2004)
Oliveri's zang is te horen op nummers als "Another Love Song", "Gonna Leave You", "Six Shooter" en "You Think I Ain't Worth A Dollar But I Feel Like A Millionaire", van het album Songs for the Deaf. Hij werd in 2004 uit de band gezet door Homme door zijn drugsgebruik en het vermoeden dat hij zijn vriendin psychisch mishandelde.

### ...Like Clockwork (2013)
Homme en Oliveri hadden na het ontslag in 2004 steeds meer contact met elkaar. Oliveri nam hierdoor zijn album Hell Comes to Your Heart met Mondo Generator op in Pink Duck Studio's waarvan Homme eigenaar is. Oliveri wilde graag terug bij de band, maar Homme koos voor zijn huidige bassist, Michael Shuman. Oliveri zong mee in het nummer "If I Had a Tail" en "Fairweather Friends".

## Na Queens of the Stone Age en Mondo Generator
Oliveri startte voordat hij zich aansloot bij Queens of the Stone Age in 1997 zijn eigen soloproject Mondo Generator (naar een nummer van Kyuss). Bandlid Bjork had dit met graffiti op zijn versterker gespoten. Dit is Spaans voor 'wereld versterker'. Mondo Generator werd na zijn ontslag uit Queens of the Stone Age zijn vaste band.
In 1997 namen Josh Homme, Brant Bjork en Oliveri drie nummers op ("13th Floor", "Simple Exploding Man", & "Cocaine Rodeo") voor Mondo Generators debuutalbum, Cocaine Rodeo, dat in 2000 uitkwam. Het uitbrengen van het album werd drie jaar vertraagd omdat hij toen in de band Queens of the Stone Age speelde. Nummers van dit album werden wel live gespeeld met deze band om een hype te creëren. John Garcia en producer Chris Goss, die al het Kyuss-materiaal produceerde, namen ook deel hieraan. Deze nummers worden door fans gezien als de laatste nummers die door Kyuss zijn opgenomen. Omdat er tijdens het opnemen van deze drie nummers spanning was tussen de bandleden nodige Oliveri ze apart uit in de opnamestudio. Oliveri deed dit in 2012 nogmaals met Homme en Garcia in het nummer "The Last Train" op het album Hell Comes to Your Heart.
In 2003 kwam het album A Drug Problem That Never Existed uit. De nummers "Jr. High Love" en "Day I Die" waren eerder opgenomen voor de Desert Sessions. "Day I Die" is tijdens de Desert Sessions opgenomen als "I'm Dead". "Girl's Like Christ" is een opnieuw opgenomen nummer van de band Dwarfs. Het nummer is heette officieel "There She Goes Again" en werd veranderd door Oliveri. Josh Homme schreef ook mee aan het album. De teksten gaan over de scheiding met zijn toenmalige vrouw, drugsgebruik en het overlijden van zijn vader.
Nick Oliveri toerde om het album te promoten samen met Brant Bjork, Molly McGuire, en Dave Catching door de Verenigde Staten en Europa.
Na zijn ontslag in 2004 uit Queens of the Stone Age toerde Oliveri met onder andere Brant Bjork, Motörhead, Winnebago Deal, Masters Of Reality, Dwarves, Mark Lanegan en Turbonegro en nam hij zijn eerste soloplaat Demolition Day op in ditzelfde jaar.
Demolition Day werd opgenomen tussen 2003 en 2004 in de studio 606 waarvan Dave Grohl eigenaar is.
Tijdens de toer om het album te promoten mishandelde Oliveri een geluidmedewerker in een club in Trossingen, Duitsland omdat het geluid niet goed genoeg was voor Oliveri tijdens een aantal nummers. De overige bandleden verlieten Oliveri en gingen boos terug naar de Verenigde Staten.
In 2005 toerde Oliveri weer door Europa. Dit keer als bassist voor de band Dwarfs en met bandleden van de Engelse band Winnebago Deal voor zijn band Mondo Generator. Zij werden vaak tijdens deze toer Winnebago Generator genoemd door fans en zichzelf. Eind 2005 ging het drietal weer de studio in van Dave Grohl om aan hun volgende album Dead Planet te werken. Zijn eerste solo plaat Demolition Day werd als tweede cd toegevoegd aan het album Dead Planet: SonicSlowMotionTrails.
In 2009 kwam zijn tweede solo plaat Death Acoustic uit. De meeste nummers op dit album zijn covers van onder andere Kyuss, Queens of the Stone Age, The Misfits en Dwarves.
In 2012 kwam het vierde Mondo Generator-album Hell Comes to Your Heart uit. Het is in drie dagen opgenomen in de opnamestudio van Josh Homme: Pink Duck Studios in Burbank, Californië. Josh Homme en John Garcia doen ook mee om het nummer "The Last Train". Dit was in de periode voordat Homme Garcia aanklaagde voor de Kyuss Lives! naam.
In 2014 speelde hij twee keer live mee tijdens een optreden van Queens of the Stone Age nadat hij in 2013 mee deed in de opnames van het album ...Like Clockwork in het nummer 'If I Had a Tail'. Er werd gespeculeerd over een mogelijke terugkeer als bassist en lid in de band.

## Kyuss Lives! en Vista Chino
In november 2010 toerde Oliveri met Kyuss Lives! door Europa, Australië en Nieuw-Zeeland, en later door Noord-Amerika. Een nieuw studioalbum werd ook gepland na de tour. Als gevolg van lopende juridische problemen was hij in 2011 niet in staat om de VS te verlaten. Scott Reeder speelde basgitaar buiten de VS tijdens deze tour. In 2012 deed Billy Cordell dit.
Na een tour door de VS met Kyuss Lives! de loop van 2011 besloot Oliveri de band te verlaten. Dit om te werken aan een nieuw Mondo Generator album en omdat hij niet tussen de twee partijen in wilde staan door de aanklacht van Josh Homme en Scott Reeder tegen John Garcia en Brant Bjork. Nadat hij niet welkom was als volwaardig bassist bij Queens of the Stone Age sloot hij zich vanaf december 2012 weer aan bij Kyuss Lives! die zijn naan had veranderd en nu bekendstaat als Vista Chino. In 2013 kwam het eerste album van band uit, genaamd Peace.
Op 11 juni werd bekend dat Oliveri geen vast lid is van de band, maar ook niet uit de band is gestapt of gezet. Hij richt zich op een tour met zijn band Mondo Generator en heeft plannen voor een nieuw soloalbum. Op 25 juni stond op de site van Thunder Underground Studio's te lezen dat hij opnames had gemaakt.

## Arrestatie
Op 12 juli 2011 werd Oliveri gearresteerd op verdenking van huiselijk geweld na een patstelling met het SWAT team. Hij liet zijn vriendin het huis verlaten voordat ze Oliveri arresteerden. Er werden drugs en een geladen geweer gevonden in het huis. Oliveri werd beschuldigd van vier misdrijven in verband met het incident; indien veroordeeld kon hij tot 15 jaar veroordeeld worden. Op 3 augustus 2012 maakte Oliveri een deal met justitie.
Oliveri kreeg 3 jaar voorwaardelijk en moest 1 jaar agressie-trainingen volgen en 200 uur werkstaf doen.

## Heavy Psych Sounds
Onder Heavy Psych Sounds bracht Oliveri in 2017 drie complilatie albums uit onder de naam 'N.O. Hits At All'.

## Discografie

### MetKyuss
| Jaar | Titel                             | Opmerkingen |
| 1991 | Wretch                            | basgitaar   |
| 1992 | Blues for the Red Sun             | basgitaar   |
| 2000 | Muchas Gracias: The Best of Kyuss | basgitaar   |

### MetQueens of the Stone Age
| Jaar | Titel                                | Opmerkingen                        |
| 2000 | Rated R                              | basgitaar, zang (re-released 2010) |
| 2002 | Songs for the Deaf                   | basgitaar, zang                    |
| 2004 | Stone Age Complications              | basgitaar, zang                    |
| 2005 | Over the Years and Through the Woods | basgitaar, zang                    |
| 2013 | ...Like Clockwork                    | achtergrondzang                    |

### MetMondo Generator
| Jaar | Titel                             | Opmerkingen     |
| 2000 | Cocaine Rodeo                     | basgitaar, zang |
| 2003 | A Drug Problem That Never Existed | basgitaar, zang |
| 2006 | I Never Sleep                     | basgitaar, zang |
| 2007 | Dead Planet                       | basgitaar, zang |
| 2012 | Hell Comes to Your Heart          | basgitaar, zang |

### MetVista Chino
| Jaar | Titel | Opmerkingen |
| 2013 | Peace | basgitaar   |

### MetDwarves
| Jaar | Titel                                   | Opmerkingen |
| 1994 | Gentlemen Prefer Blondes                | basgitaar   |
| 1997 | The Dwarves Are Young and Good Looking  | basgitaar   |
| 1997 | Everybodies Girl                        | basgitaar   |
| 1997 | We Must Have Blood                      | basgitaar   |
| 1998 | I Will Deny                             | basgitaar   |
| 2000 | The Dwarves Come Clean                  | basgitaar   |
| 2001 | How To Win Friends And Influence People | basgitaar   |
| 2001 | How To Win Friends And Influence People | basgitaar   |
| 2004 | The Dwarves Must Die                    | basgitaar   |
| 2004 | Salt Lake City                          | basgitaar   |
| 2004 | The Dwarves Are Born Again              | basgitaar   |

### Als Soloartiest
| Jaar | Titel                                                          | Opmerkingen             |
| 2004 | Demolition Day                                                 | basgitaar, gitaar, zang |
| 2009 | Death Acoustic                                                 | gitaar, zang            |
| 2014 | Leave Me Alone (onder de naam: Nick Oliveri's Uncontrollable). | basgitaar, zang         |

### Nick Oliveri Vs The Chuck Norris Experiment
| Jaar | Titel                                       | Opmerkingen  |
| 2012 | Nick Oliveri Vs The Chuck Norris Experiment | gitaar, zang |

### He Who Can Not Be Named Vs Nick Oliveri
| Jaar | Titel                                   | Opmerkingen  |
| 2013 | Nick Oliveri Vs He Who Can Not Be Named | gitaar, zang |

### Nick Oliveri's Uncontrollable
| Jaar | Titel                     | Opmerkingen                   |
| 2014 | Human Cannonball Explodes | basgitaar, gitaar, zang, drum |

### Complilatie Albums
| Jaar | Titel                  | Opmerkingen |
| 2017 | N.O. Hits At All Vol.1 |             |
| 2017 | N.O. Hits At All Vol.2 |             |
| 2017 | N.O. Hits At All Vol.3 |             |
| 2018 | N.O. Hits At All Vol.4 |             |